# Justice for the Damned
Justice for the Damned ist eine im Jahr 2011 gegründete Deathcore-/Metalcore-Band aus Sydney, New South Wales, Australien.

## Geschichte
Die Gruppe Justice for the Damned wurde im Jahr 2011 in der Hauptstadt des australischen Bundesstaates New South Wales, Sydney gegründet, und besteht aus dem Sänger Bobak Rafiee, den beiden Gitarristen Kieran und Nick Adams, dem Bassisten Ben Mirfin sowie dem Schlagzeuger Chas Levi.
Obwohl bereits im Jahr 2011 gegründet, folgte das erste größere musikalische Lebenszeichen erst drei Jahre später mit der Veröffentlichung ihrer Debüt-EP Black Vol. I: Slave, die in Eigenregie produziert und veröffentlicht wurde. Eine zweite EP mit dem Titel Ruin – Repair folgte bereits im darauffolgenden Jahr und wurde ebenfalls aus eigener Tasche finanziert. Die Band unterschrieb einen Plattenvertrag mit dem Label Greyscale Records und brachte über diese Plattenfirma ihr Debütalbum Dragged Through the Dirt auf den Markt. Das Album schaffte eine Chartnotierung in den Albumcharts in Australien, wo es auf Platz 37 einstieg. Im März des Jahres 2020 kündigte die Gruppe ihr zweites Album Pain Is Power zunächst für den 8. Mai des gleichen Jahres an. Allerdings wurde eine Herausgabe des Albums aufgrund der COVID-19-Pandemie in Australien auf dem 12. Juni verschoben.
Vom 14. bis 18. Februar 2018 spielte Justice for the Damned als Eröffnungsgruppe für Thy Art Is Murder, die zudem von Emmure und Fit for an Autopsy begleitet wurde. Bereits zuvor spielte die Band mit Thy Art Is Murder zwischen September und Oktober auf deren Europatournee, bei der auch Oceano und After the Burial zu sehen waren.

## Diskografie
- 2014: Black Vol I: Slave (EP, Eigenverlag)
- 2015: Ruin – Repair (EP, Eigenverlag)
- 2017: Dragged Through the Dirt (Album, Greyscale Records)
- 2020: Pain Is Power (Album, Greyscale Records)